# Zeniya Gohei
Zeniya Gohei (銭屋五兵衛, 1774-1852) est un marchand et ingénieur japonais de la fin de l'époque d'Edo, originaire d'une famille de changeurs d'argent de la province de Kaga.

## Cabotage
Gohei est nommé responsable du développement d'une flotte de navigation côtière (navires Kitamae) pour le shogunat Tokugawa, ce qui le rend très riche en particulier de la négociation du riz et du bois.

## Projet de valorisation des terres
À l'été 1851, Gohei tente un projet de mise en valeur de terres près du lac Kahoku situé au nord de Kanazawa sur la mer du Japon. Il prévoit de créer des rizières mais le projet échoue.
À la mi-1852, un grand nombre de poissons morts flottent près de l'entrée du chantier et des populations locales meurent après avoir mangé ces poissons. Gohei et sa famille sont jugés responsables et emprisonnés. Il est probable que ces accusations criminelles ont été arrangées comme subterfuge pour permettre au principal clan local de s'emparer de sa considérable fortune.
Âgé de 78 ans, Gohei meurt dans les trois mois qui suivent son incarération.